# Porrhomma
Genre
Synonymes
- Opistoxys Simon, 1884
- Willibaldia Keyserling, 1886
- Hemiphantes Strand, 1901

Porrhomma est un genre d'araignées aranéomorphes de la famille des Linyphiidae.

## Distribution
Les espèces de ce genre se rencontrent en écozone holarctique.

## Liste des espèces
Selon World Spider Catalog (version 26, 10/06/2025) :
- Porrhomma altaicum Růžička, 2018
- Porrhomma boreale (Banks, 1899)
- Porrhomma borgesi Wunderlich, 2008
- Porrhomma cambridgei Merrett, 1994
- Porrhomma campbelli F. O. Pickard-Cambridge, 1894
- Porrhomma cavernicola (Keyserling, 1886)
- Porrhomma convexum (Westring, 1851)
- Porrhomma egeria Simon, 1884
- Porrhomma errans (Blackwall, 1841)
- Porrhomma frasassianum Weiss & Sarbu, 2021
- Porrhomma longjiangense Zhu & Wang, 1983
- Porrhomma magnum Tanasevitch, 2012
- Porrhomma microcavense Wunderlich, 1990
- Porrhomma microphthalmum (O. Pickard-Cambridge, 1871)
- Porrhomma microps (Roewer, 1931)
- Porrhomma montanum Jackson, 1913
- Porrhomma nekolai Růžička, 2018
- Porrhomma oblitum (O. Pickard-Cambridge, 1871)
- Porrhomma ohkawai Saito, 1977
- Porrhomma ozrenense Komnenov, 2025
- Porrhomma pallidum Jackson, 1913
- Porrhomma profundum M. Dahl, 1939
- Porrhomma pygmaeum (Blackwall, 1834)
- Porrhomma rakanum Yaginuma & Saito, 1981
- Porrhomma rosenhaueri (L. Koch, 1872)
- Porrhomma terrestre (Emerton, 1882)

## Systématique et taxinomie
Ce genre a été décrit par Simon en 1884 dans les Theridiidae.
Willibaldia a été placé en synonymie par Berland en 1931.
Hemiphantes a été placé en synonymie par Holm en 1944.
Opistoxys a été placé en synonymie par Thaler en 1975.

## Publication originale
- Simon, 1884 : Les arachnides de France. Paris, vol. 5, p. 180-885 (texte intégral).